# Bonnat
Bonnat is een gemeente in het Franse departement Creuse (regio Nouvelle-Aquitaine). De plaats maakt deel uit van het arrondissement Guéret. Bonnat telde op 1 januari 2022 1.354 inwoners.
Net als elders in Creuse trokken tot voorbij de 19e eeuw veel mannelijke inwoners van Bonnat maandenlang naar andere delen van Frankrijk om te werken in de bouw. Deze "maçons de la Creuse" keerden enkel in de wintermaanden naar huis terug. Halfweg de 19e eeuw betrof dit 27% van alle inwoners van de gemeente.

## Geografie
De oppervlakte van Bonnat bedraagt 45,79 km², de bevolkingsdichtheid is 29 inwoners per km² (per 1 januari 2019).
De onderstaande kaart toont de ligging van Bonnat met de belangrijkste infrastructuur en aangrenzende gemeenten.

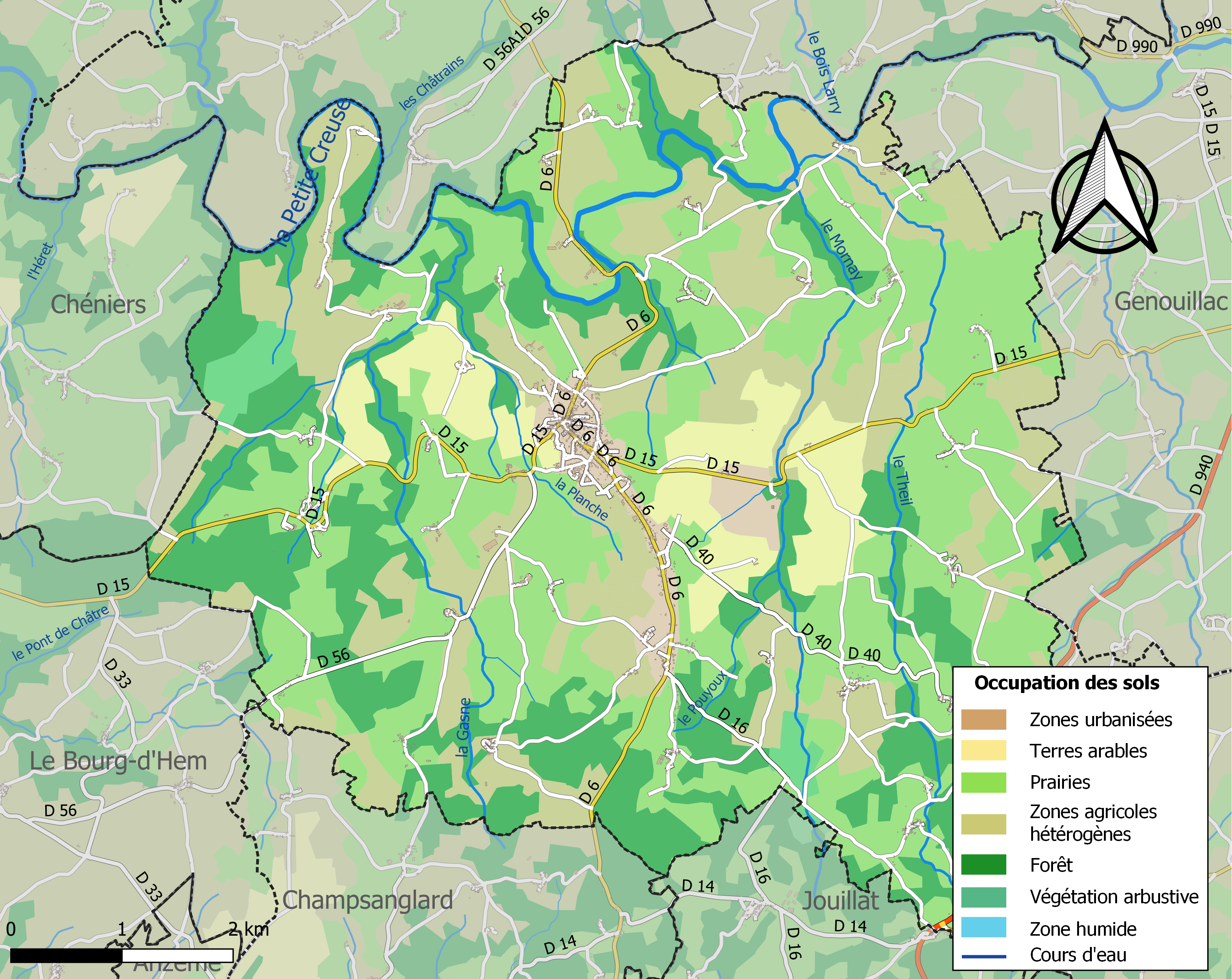

## Demografie
Onderstaande figuur toont het verloop van het inwonertal (bron: INSEE-tellingen).